# Szorító nyolcas
A szorító nyolcas olyan szoruló hurok, melynek segítségével egy kötelet hozzáköthetünk egy tárgyhoz, például oszlophoz vagy karabinerhez. Használata igen elterjedt mind a vízi közlekedésben, mind a barlangászatban (terhek felhúzása) és a hegymászásban (a hegymászók kikötése biztosításkor). A kötél hossza kiakasztás nélkül is könnyen szabályozható. Csónak kikötésekor ennek a csomónak az a hátránya, hogy ha a víz nem teljesen nyugodt felületű, a csónak billegő mozgása folyamatosan, lassan lazítja a kötést, mely végül kioldódhat.
A szorító nyolcas mindkét irányban terhelhető, de nem célszerű egyetlen biztosítási pontként, főcsomóként használni. A kötél szakítószilárdságát csökkenti, átlagos teherbírása a csomózatlan kötél szakítószilárdságának 65%-a.

## Megkötése
A csomó a kötélen bárhol megköthető. Legkönnyebb a kötél végén megkötni, ezután a csomó helyzete a kötél húzásával változtatható. Függőleges oszlophoz való hozzákötéskor először körbehurkoljuk az oszlopot úgy, hogy a kötél két szála kereszteződjön, majd a kötél végével még egyszer körbehurkoljuk, végül a véget átbújtatjuk önmaga alatt. Így a csomó elkészült, de rögzítéskor célszerű még egy biztosító „sima” csomót is rákötni.